# IFuturelist
iFuturelist (pronuncia-se "ai futurist") é o primeiro álbum original de Akira Yamaoka, conhecido por seu trabalho nas séries Silent Hill e Bemani. O tom do álbum é decididamente eletrônico, tendendo mais ao seu trabalho na série Bemani, apesar de haver algumas canções similares àquelas encontradas na série Silent Hill. Também inclui algumas versões longas e remixadas de seu trabalho nas séries beatmaniaIIDX e pop'n music.

## Faixas
1. The policy of the iFUTURELIST Party – 0:58
2. LOVE ME DO – 3:58
3. iFUTURELIST – 3:14
4. tant pis pour toi – 3:21
5. INJECTION OF LOVE – 4:18
6. EMPTY OF THE SKY – 4:10
7. Maria – 3:36
8. Adjust Rain – 4:57
9. RISLIM – 2:44
10. 狂った季節 – 5:47 [Mad Season]
11. ライオンはともだち – 2:32 [Lion Friend]
12. ライオン好き – 3:45 [Lion Lover]
13. bitmania – 3:46
14. エイプリルフールの唄 – 5:11 [April Fool's song]
15. Heavenly Sun – 7:22
16. 昭和企業戦士荒川課長 Lolita On Breaks Mix – 6:57 [Showa-era Corporate Warrior Section Chief Arayama]
17. SYSTEM LOVE 7.5.5 – 4:00